# Tora Dahl
Tora Armida Dahl (9 de junho de 1886 - 30 de janeiro de 1982) foi uma professora e romancista sueca. Ela era casada com o crítico literário Knut Jaensson. Entre seus romances está Fosterbarn de 1954. Ela recebeu o Prêmio Dobloug em 1975.